# UACJ製箔
株式会社UACJ製箔（ユーエーシージェーせいはく、UACJ Foil Corporation）はUACJの完全子会社で、東京都中央区日本橋兜町に本社を置くアルミニウムや銅、錫などの金属の圧延品を製造ならびに販売を行う会社である。
長らくJT向けに包装用アルミ箔を提供していたが、近年では菓子や医薬品の分野での需要が高くなっている。

## 主力製品・事業
- 包装用アルミ箔
- リチウムイオン電池用アルミ箔
- 高品位圧延銅箔

## 主要事業所
- 本社 - 東京都中央区日本橋兜町6-5　KDX日本橋兜町ビル内
- 大阪支店 - 大阪市中央区今橋3丁目1-7　日本生命今橋ビル内
- 伊勢崎製造所 - 群馬県伊勢崎市粕川町1670
- 滋賀製造所 - 滋賀県草津市山寺町笹谷61-8
- 野木製造所 - 栃木県下都賀郡野木町若林55

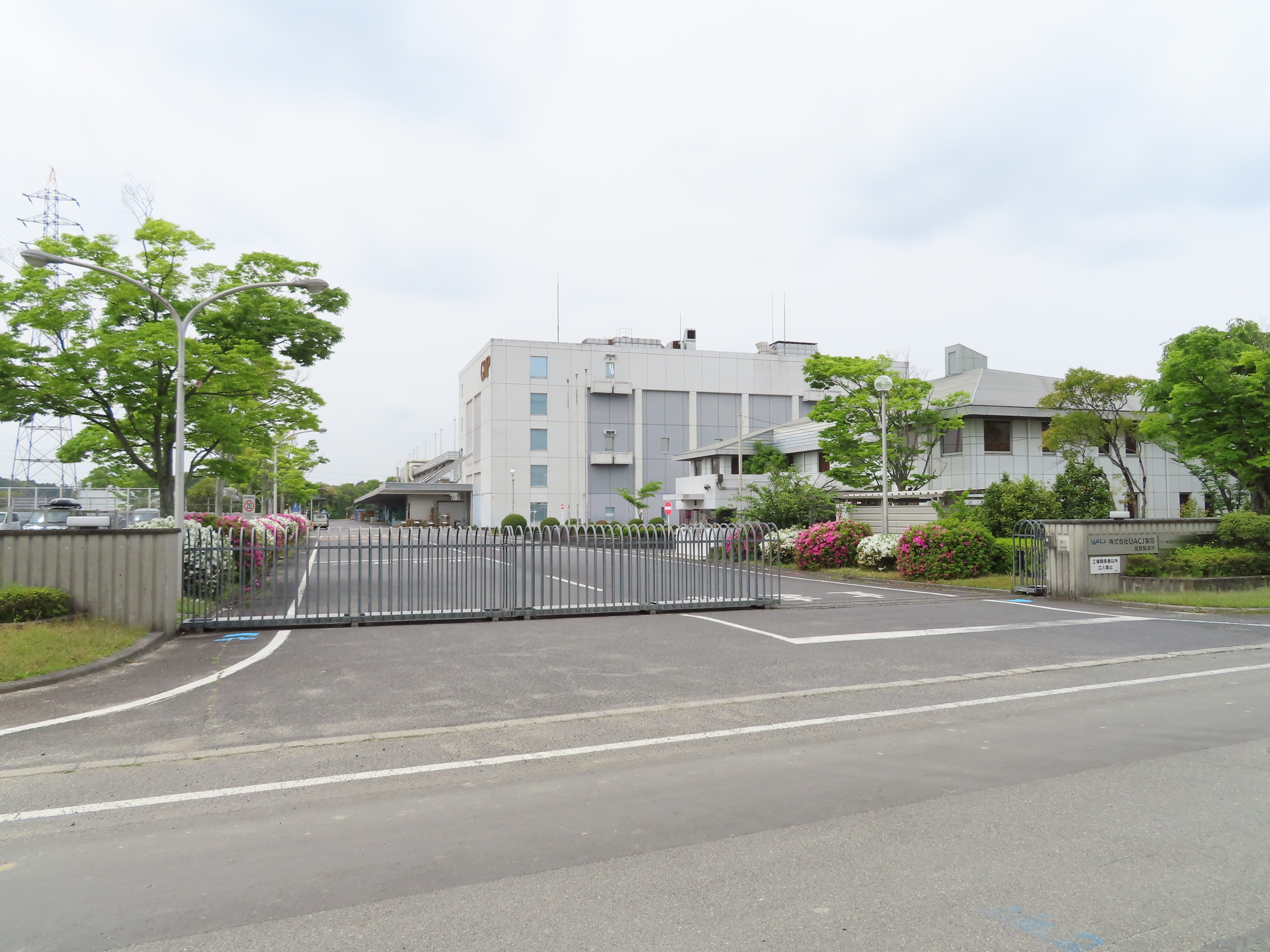
滋賀製作所

## 沿革
- 1933年11月 - 福田重錫箔株式会社、東洋錫紙株式会社、天野製箔株式会社が合併し日本錫紙株式会社を設立。
- 1934年12月 - 河内錫紙製造株式会社（藤井寺）を合併。
- 1937年1月 - 日本製箔株式会社に商号変更。
- 1961年10月 - 東京証券取引所、大阪証券取引所各2部上場。
- 2008年 - 登記上の本店所在地を大阪市より東京都千代田区へ移転。大阪証券取引所上場廃止。
- 2009年10月 - 古河スカイ株式会社（現・株式会社UACJ）の完全子会社となり、上場廃止。
- 2013年9月 - 本店所在地を東京都中央区へ移転。
- 2014年1月 - 住軽アルミ箔株式会社を吸収合併し、株式会社UACJ製箔に商号変更[1]。

## 主要関係会社

### 国内グループ企業
- UACJ製箔産業（旧・ニッパク産業）-鉛・錫箔及び圧延銅箔の製造
- 日金（旧・日本金属箔工業）
- 株式会社UACJ製箔サービス（旧・スミハクサービス）